# Ujung Batu Julu
Ujung Batu Julu is een bestuurslaag in het regentschap Padang Lawas Utara van de provincie Noord-Sumatra, Indonesië. Ujung Batu Julu telt 473 inwoners (volkstelling 2010).